# Лагрека, Силвио
Силвио Лагрека (порт. Silvio Lagreca; 14 июня 1895, Пирасикаба — 29 апреля 1966, Сан-Паулу) — бразильский футболист, полузащитник и тренер. Первый тренер сборной Бразилии.

## Карьера
На клубном уровне Силвио Лагрека выступал за клубы «Сан-Бенто» и «Ботафого». Он начал свою карьеру в «Сан-Бенто» в 1914 году и выиграл с этой командой чемпионат Сан-Паулу в первый же год своей игры. Затем выступал за «Ботафого» с 1922 по 1925 год.
В сборной Бразилии Лагрека дебютировал 21 июля 1914 года в первом матче бразильской национальной команды в истории, в этой игре бразильцам противостояла английская команда «Эксетер Сити». В том же году Лагрека со сборной одержал победу в первом розыгрыше кубка Рока.
В 1916 году, Лагрека поехал на южноамериканский чемпионат, на котором бразильцы заняли третье место из четырёх. Лагрека участвовал на этом турнире в качестве игрока и тренера, проведя на поле все 3 матча. На чемпионат Южной Америки 1917 года Лагрека поехал в качестве играющего тренера, вновь проведя все три игры. 16 октября 1917 года Лагрека провёл свой последний матч за сборную с Уругваем. Также он дважды в 1935 и 1940 году тренировал бразильскую сборную.

## Интересный факт
12 июля 1916 год на матче Уругвай—Бразилия на трибунах начался пожар. Зрители в панике бежали с трибун, на которых развевались флаги. Три флага стран-участниц зрители унесли с собой, но бразильский флаг остался на месте. Тогда Лагрека, надев на себя куртку, поднялся по матче и взял флаг, получив несколько ожогов. После того, как Лагрека спас флаг, полиция Аргентины, где проходил матч, хотела забрать флаг себе, но Лагрека его не отдал, за что был отправлен в местную тюрьму. Однако после вмешательства председателя правления футбола Аргентины он был отпущен на свободу.

## Достижения
- Чемпион штата Сан-Паулу: 1914
- Обладатель кубка Рока: 1914